# Verwaltungsgliederung der Oblast Tambow
Die Oblast Tambow im Föderationskreis Zentralrussland der Russischen Föderation gliedert sich in 23 Rajons und 7 Stadtkreise (Stand 2014).
Die Rajons unterteilen sich in insgesamt 13 Stadtgemeinden (gorodskoje posselenije) und 264 Landgemeinden (selskoje posselenije).

## Stadtkreise
| Nr. | Stadtkreis   | Einwohner | Fläche (km²) | Bevölkerungs- dichte (Ew./km²) |
| --- | ------------ | --------- | ------------ | ------------------------------ |
| I   | Kirsanow     | 17.224    | 10,9         | 1.580                          |
| II  | Kotowsk      | 31.850    | 17,27        | 1.844                          |
| III | Mitschurinsk | 98.758    | 77,78        | 1.270                          |
| IV  | Morschansk   | 41.556    | 18,67        | 2.226                          |
| V   | Rasskasowo   | 45.484    | 35,47        | 1.282                          |
| VI  | Tambow       | 280.161   | 90,89        | 3.082                          |
| VII | Uwarowo      | 26.830    | 22,74        | 1.180                          |

Die Stadtkreise umfassen jeweils nur eine Ortschaft, die namensgebende Stadt.

## Rajons
| Nr. | Rajon          | Einwohner | Fläche (km²) | Bevölkerungs- dichte (Ew./km²) | Stadt- bevölkerung | Land- bevölkerung | Verwaltungssitz    | Gemeindesitze | Anzahl Stadtgemeinden | Anzahl Landgemeinden |
| --- | -------------- | --------- | ------------ | ------------------------------ | ------------------ | ----------------- | ------------------ | --- | --------------------- | -------------------- |
| 1   | Bondarski      | 13.191    | 1.253,42     | 11                             |                    | 13.191            | Bondari            | Land: Bondari, Graschdanowka, Kjorscha, Kriwopoljanje, Mitropolje, Pachotny Ugol, Pribytki, Werchneje Naschtschokino |                       | 8                    |
| 2   | Gawrilowski    | 12.032    | 995,37       | 12                             |                    | 12.032            | Gawrilowka Wtoraja | Land: Bulgakowo, Dmitrijewka, Gawrilowka Perwaja, Gawrilowka Wtoraja, Gluchowka, Kondaurowo, Kosmodemjanowka, Ossino-Gai, Peressypkino Perwoje, Peressypkino Wtoroje, Tschupowka |                       | 11                   |
| 3   | Inschawinski   | 23.184    | 1.835,38     | 13                             | 9.592              | 13.592            | Inschawino         | Stadt: Inschawino Land: Balyklei, Kalugino, Karai-Saltykowo, Karaul, Karawaino, Krassiwka, Kulewtscha, Michailowka, Nikitino, Nikolino, Parewka, Semljanski, Tschernawka | 1                     | 13                   |
| 4   | Kirsanowski    | 21.756    | 1.308,11     | 17                             |                    | 21.756            | Kirsanow           | Land: Bolschaja Uwarowschtschina, Golynschtschina, Inokowka Perwaja, Kalais, Kobjaki, Krasnoslobodski, Leninskoje, Marjinka, Sokolowo |                       | 9                    |
| 5   | Mitschurinski  | 34.245    | 1.655,21     | 21                             |                    | 34.245            | Mitschurinsk       | Land: Glasok, Isossimowo, Kotschetowka, Krassiwoje, Nowoje Chmelewoje, Nowonikolskoje, Ostrolutschje, Saworoneschskoje, Schidilowka, Stajewo, Staraja Kasinka, Staroje Tarbejewo, Terskoje, Ustje |                       | 14                   |
| 6   | Mordowski      | 19.375    | 1.455,37     | 13                             | 8.567              | 10.808            | Mordowo            | Stadt: Mordowo, Nowopokrowka Land: Alexandrowka, Bolschaja Danilowka, Iwanowka, Karpeli, Lawrowo, Schmarowka, Schulgino, Sosnowka, Zentralnoje otdelenije sowchosa imeni Lenina | 2                     | 9                    |
| 7   | Morschanski    | 34.088    | 2.880,44     | 12                             |                    | 34.088            | Morschansk         | Land: Algassowo, Alkuschi, Iwenje, Jekaterinowka, Kareli, Ljowino, Malyje Kuliki, Nowotomnikowo, Piterka, Prigorodny, Rakscha, Serpowoje, Starotomnikowo, Ustje, Wanowo, Wessjoloje, Wjaschli |                       | 17                   |
| 8   | Mutschkapski   | 15.177    | 1.180,98     | 13                             | 7.080              | 8.097             | Mutschkapski       | Stadt: Mutschkapski Land: Andrianowka, Krasny Kust, Kuljabowka, Schapkino, Sergijewka, Troizkoje, Tschaschtschino | 1                     | 7                    |
| 9   | Nikiforowski   | 20.066    | 1.191,49     | 17                             | 8.421              | 11.645            | Dmitrijewka        | Stadt: Dmitrijewka Land: Jaroslawka, Jekaterinino, Jurlowka, Osjorki, Saburo-Pokrowskoje | 1                     | 5                    |
| 10  | Perwomaiski    | 29.277    | 940,71       | 31                             | 12.654             | 16.623            | Perwomaiski        | Stadt: Perwomaiski Land: Chobotowo, Ilowai-Dmitrijewskoje, Nowoarchangelskoje, Nowokljonskoje, Nowoseslawino, Sawodskoi, Staroje Kosmodemjanowskoje, Starokljonskoje, Staroseslawino, Tschernyschewka | 1                     | 10                   |
| 11  | Petrowski      | 19.074    | 1.779,22     | 11                             |                    | 19.074            | Petrowskoje        | Land: Fjodorowka, Jablonowez, Kotschetowka, Krassilowka, Krutoje, Maly Samowez, Nowositowka, Petrowskoje, Pokrowo-Tschitscherino, Rachmanino, Schechman, Sestrjonka, Swinino, Uspenowka, Woltschki |                       | 15                   |
| 12  | Pitschajewski  | 14.027    | 1.294,43     | 11                             |                    | 14.027            | Pitschajewo        | Land: Bailowka Wtoraja, Bolschoi Lomowis, Bolschoje Scheremetjewo, Jegorowka, Lipowka, Pitschajewo, Pokrowo-Wassiljewo, Rudowka, sowchosa „Podjom“, Perwoje otdelenije, Wjaschli |                       | 10                   |
| 13  | Rasskasowski   | 22.991    | 1.801,59     | 13                             |                    | 22.991            | Rasskasowo         | Land: Chitrowo, Dmitrijewschtschina, imeni Wtoroi pjatiletki, Koptewo, Lipowka, Nikolskoje, Nischnespasskoje, Nowgorodowka, Ossinowka, Pitscher, Platonowka, Roschdestwenskoje, Sajukino, Seljony, Tatarschtschino, Werchnespasskoje |                       | 16                   |
| 14  | Rschaksinski   | 18.565    | 1.415,03     | 13                             | 5.196              | 13.369            | Rschaksa           | Stadt: Rschaksa Land: Alexandrowka Perwaja, Bogdanowo, Bolschaja Rschaksa, Gawrilowka, Kamenka, Lukino, Solotowka, Stepanowka, Tschakino, Wischnjowka, Wolchonschtschina | 1                     | 11                   |
| 15  | Sampurski      | 14.204    | 1.007,98     | 14                             |                    | 14.204            | Satinka            | Land: Bacharewo, Iwanowka, Mednoje, Sampur, Satinka, Seredinowka, sowchosa „Rossija“ |                       | 7                    |
| 16  | Scherdewski    | 30.331    | 1.396,86     | 22                             | 15.209             | 15.122            | Scherdewka         | Stadt: Scherdewka Land: Alexejewka, Burnak, Demjan Bedny, Grigorjewka, Iskra, Maksim Gorki, Noworussanowo, Pawlodar, Pitschajewo, Schpikulowo, Sukmanowka, Tschikarewka, Tugolukowo, Zwetowka | 1                     | 14                   |
| 17  | Snamenski      | 18.405    | 1.102,4      | 17                             | 6.167              | 12.238            | Snamenka           | Stadt: Snamenka Land: Alexandrowka, Dupljato-Maslowo, Kusminski, Nikolskoje, Pokrowo-Marfino, Suchotinka, Woronzowka | 1                     | 7                    |
| 18  | Sosnowski      | 31.641    | 2.382,09     | 13                             | 9.189              | 22.452            | Sosnowka           | Stadt: Sosnowka Land: Andrejewka, Atmanow Ugol, Degtjanka, Delnaja Dubrawa, Fjodorowka, Kulewatowo, Nowaja Sloboda, Nowoje Grjasnoje, Olchi, Otjassy, Perkino, Podlesnoje, Seljonoe, Sowetskoje, Stjoschki, Tretji Lewyje Lamki, Troizkije Rosljai, Tschelnawo-Dmitrijewskoje, Werchnjaja Jaroslawka, Wtoryje Lewyje Lamki                                                          | 1                     | 20                   |
| 19  | Starojurjewski | 14.553    | 1.007,65     | 14                             |                    | 14.553            | Starojurjewo       | Land: Bolschaja Doroga, Mesinez, Nowikowo, Nowojurjewo, Podgornoje, Popowka, Spasskoje, Starojurjewo, Wischnjowoje |                       | 9                    |
| 20  | Tambowski      | 102.786   | 2.631,85     | 39                             | 5.207              | 97.579            | Tambow             | Stadt: Nowaja Ljada Land: Awdejewka, Belomestnaja Dwoinja, Belomestnaja Kriuscha, Bogoslowka, Bokino, Bolschaja Lipowiza, Donskoje, Goreloje, Krasnoswobodnoje, Kusmino-Gat, Lyssyje Gory, Malinowka, Nowoselzewo, Orlowka, Pokrowo-Prigorodnoje, Selesni, sowchosa „Komsomolez“, sowchosa „Selesnjowski“, Stolowoje, Strelzy, Stroitel, Surawa, Tatanowo, Tschernjanoje, Tulinowka | 1                     | 25                   |
| 21  | Tokarjowski    | 17.898    | 1.433,69     | 12                             | 6.929              | 10.969            | Tokarjowka         | Stadt: Tokarjowka Land: Alexandrowka, Besukladowka, Iwano-Lebedjan, Jastrebowka, Malaja Danilowka, Petrowskoje, Poletajewo, Sergijewka, Troizki Rosljai, Tschitscherino, Wassiljewka | 1                     | 11                   |
| 22  | Umjotski       | 12.044    | 1.097,06     | 11                             | 4.740              | 7.304             | Umjot              | Stadt: Umjot Land: Berjosowka, Bibikowo, Iljinka, Maslowka, Skatschicha, Sofjinka, sowchosa „Sulakski“, Zentralnoje otdelenije sowchosa „Gluchowski“ | 1                     | 8                    |
| 23  | Uwarowski      | 11.221    | 1.141,49     | 9,8                            |                    | 11.221            | Uwarowo            | Land: Berjosowka, Lutsch, Moissejewo-Alabuschka, Nischni Schibrjai, Pawlodar, Podgornoje, Werchneje Tschujewo, Werchni Schibrjai |                       | 8                    |